# Neurigona grossicauda
Neurigona grossicauda är en tvåvingeart som beskrevs av Van Duzee 1931. Neurigona grossicauda ingår i släktet Neurigona och familjen styltflugor.
Artens utbredningsområde är Guyana. Inga underarter finns listade i Catalogue of Life.